# Canon de 47 mm modèle 1885
Pour les articles homonymes, voir Canon de 47 mm.
Le canon de 47 mm modèle 1885, également connu sous le nom QF 3 pounder Hotchkiss en anglais, est un canon naval fabriqué à partir de 1886 par le manufacturier d'armes français Hotchkiss. Il a équipé des navires de la Marine nationale française et de la Royal Navy.

## Conception
Le canon de 47 mm modèle 1885 possède un canon long de 2 048 mm et une vitesse à la bouche de 650 mètres par seconde. Chargé, le canon pèse 237 kg.

## Utilisation
Le canon de 47 mm modèle 1885 est monté sur les navires de guerre construits à partir des années 1890, comme les cuirassés de la classe République, ceux de la classe Charlemagne, ou les croiseurs cuirassés de la classe Amiral Charner à la classe Léon Gambetta.
Progressivement remplacé par le modèle 1902, il est réformé de la marine et 1933 et considéré comme inefficace contre les nouveaux blindages, puis remplacé dans son rôle antiaérien par le canon de 75 mm modèle 1908. Les canons démontés et les stocks de munitions sont alors cédés au ministère de la Guerre qui va s'en servir pour armer plusieurs forts de la ligne Maginot.